# Der die Tollkirsche ausgräbt
Der die Tollkirsche ausgräbt ist ein deutscher Film aus dem Jahr 2006. Das Besondere an diesem von Franka Potente inszenierten Film ist, dass er komplett in Schwarzweiß gedreht wurde, nur 43 Minuten Spiellänge hat und bis auf einen Charakter stumm ist. Die Handlung spielt im Jahr 1918, der Film sollte den Stummfilmen zu jener Zeit nachempfunden sein. Der Film wurde am 13. Februar 2006 auf der Berlinale uraufgeführt und hatte seinen regulären Filmstart in Deutschland am 30. November 2006.

## Handlung
Der Film spielt auf einem Landhaus in Deutschland an jenem Sommertag im Jahre 1918, als Deutschland zur Republik wurde und der ehemalige Kaiser das Land verlassen hat. Cecilie, die Tochter kaisertreuer, aber verarmter Eltern, soll mit dem reichen Alfred verheiratet werden. Doch an diesem Tag taucht ein Punk aus der Zukunft auf, in den sich Cecilie sogleich verliebt. Die Verständigung ist allerdings schwierig, da der Punk sprechen kann, die anderen Personen jedoch stumm sind und nur durch Zwischentitel und übertriebene Gesten verständlich werden.

## Produktionsnotizen
Die Dreharbeiten fanden vom 2. bis 13. Mai 2005 in Berlin und Brandenburg statt. Produziert wurde der Film von der X-Filme Creative Pool, die auch die Verleihrechte behält, in Koproduktion mit dem Westdeutschen Rundfunk und ARTE. Das Szenenbild stammt von Yeşim Zolan, die Kostüme von Ingrid Buhrmann. Für das Maskenbild waren Monika Münnich und Valeska Schitthelm zuständig.

## Hintergrund
Der Film ist Franka Potentes erste Regiearbeit. Damit konnte sie ihren lange gehegten Wunsch nach einem „modernen Stummfilm“ erfüllen, die in vielen Bereichen andere, kreative Möglichkeiten bieten als heutige Ton- und Farbfilme: „Der [Stummfilm] läßt einem mehr Raum für Mystik, diese Macht der Stille. Poesie, Humor, Melancholie, das ohne Worte darzustellen, hat mich fasziniert.“ Zu ihrem Regiedebüt mit einem Stummfilm meinte Franka Potente im Interview mit der Berliner Zeitung: „[Die Geschichte] sollte unbedingt 1918 spielen, weil mich der Umbruch von der Monarchie zur Demokratie sehr interessiert hat. In diese Zeit wollte ich einen Anarchisten fallen lassen, das ist der Punk. […] Denn der Punk ist für mich die größtmögliche Antithese zum preußischen, patriarchalischen, reglementierten Deutschland. Und da in diesem Film, wie in jedem Stummfilm, mit Stereotypen gearbeitet wird (Cecilies Vater beispielsweise ist ein dummer August), brauchte ich den Punk als Verkörperung des Modernen, aber auch Coolen und Offenen.“
Die Rolle der Cecilie wird im Film von Emilia Sparagna, einer US-amerikanischen Fotografin und Freundin Franka Potentes, gespielt.

## Kritik
„Eine kurzweilige, eher oberflächliche Fingerübung, die die Stilmittel von stummer (Slapstick-)Komödie und (expressionistischem) Drama spielerisch nachempfindet, ohne der besonderen und innovativen Filmsprache des Stummfilms tatsächlich gerecht zu werden.“